# Jesús Jiménez Domínguez
Jesús Jiménez Domínguez (Saragoça, 1970) é um poeta espanhol, autor dos livros de poesia Diario de la anemia / Fermentaciones (Olifante, Saragoça, 2000), Fundido en negro (DVD Ediciones, Barcelona, 2007) e Frecuencias (Visor, Madrid, 2012, prémio Ciudad de Burgos). Fundido en negro, vencedor do Prémio Hermanos Argensola, foi considerado pelo suplemento El Cultural, do diário El Mundo, como um dos melhores 10 livros espanhóis de poesia de 2007. Poemas do autor surgem nas antologias Campo abierto: antología del poema en prosa en España, 1990-2005 (DVD Ediciones, Barcelona, 2005), Los chicos están bien: poesía última (Olifante, Zaragoza, 2007), Palabras sobre palabras: 13 poetas jóvenes de España, (Santiago Inédito, Santiago de Chile, 2010), Winnipeg: poesía chileno española contemporánea, (Santiago Inédito, Santiago de Chile, 2011) e Quien lo probó lo sabe: 36 poetas para el tercer milenio (Letra Última, Zaragoza, 2012).
Poesia
- Diario de la anemia / Fermentaciones - 2000
- Fundido en negro - 2007
- Frecuencias - 2012

Antologias
- Campo abierto: antología del poema en prosa en España, 1990-2005 - 2005
- Los chicos están bien: poesía última - 2007
- Palabras sobre palabras: 13 poetas jóvenes de España - 2010
- Winnipeg: poesía chileno española contemporánea - 2011
- Quien lo probó lo sabe: 36 poetas para el tercer milenio - 2012
- Quarto de Hóspedes - 2013
- Ανθολογία Σύγχρονης Ισπανόφωνης Ποίησης - 2013
- El Salón Barney - 2014